# Emre Aracı
Emre Aracı (* 22. Dezember 1968 in Ankara) ist ein türkischer Musikhistoriker, Dirigent und Komponist. Aracı lebt seit 1987 im Vereinigten Königreich und hat durch seine Forschung, die sich hauptsächlich auf die europäische Musikpraxis am osmanischen Hof konzentriert, neue Erkenntnisse zur Erforschung der türkischen Musik geliefert.

## Leben
Aracı studierte Musik an der University of Edinburgh und schloss sein Studium 1994 mit einem Bachelor of Music ab. 1999 promovierte er gefördert von Lady Lucinda Mackay und der Inchcape Foundation über den türkischen Komponisten Ahmed Adnan Saygun (1907–1991).
Während seiner Zeit in Edinburgh spielte Aracı eine aktive Rolle im Musikleben der Universität und gründete das Edinburgh University String Orchestra. Im Jahr 2000 rief das Orchester den Emre Aracı Compozition Price ins Leben, der seitdem jährlich an junge aufstrebende Musikstudenten verliehen wird.
Dank einer Förderung durch die Turkish Economy Bank (TEB) war Aracı zwischen 1999 und 2002 Research Associate am Skilliter Centre for Ottoman Studies der University of Cambridge, wo sein Interesse an der europäischen Musik des Osmanischen Reiches wuchs. 1999 gründete er das Streichorchester namens The London Academy of Ottoman Court Music, das seine eigenen Orchestrierungen von Kompositionen italienischer Musiker, die im 19. Jahrhundert am türkischen Hof lebten, sowie Originalwerke osmanischer Sultane aufführt. Das Ensemble, das zwischen 1999 und 2003 bestand, trat in London unter anderem am St. James’s Piccadilly und am St. John’s Smith Square auf. In Cambridge gaben sie 2000 ein historisches Konzert in der Kapelle des Trinity College. Warner Classics veröffentlichte ein Album mit einer Auswahl dieser imperialen Kompositionen, die das Ensemble 2002 aufgenommen hatte, unter dem Titel Invitation to the Seraglio. In der Türkei wurde das Album European Music at the Ottoman Court and War and Peace: Crimea 1853–56 von Kalan Records vorveröffentlicht.

## Forschungsinteressen, Konzerte und Aufnahmen
Nach 2002 wandte sich Aracı für Aufnahmen und Konzerte hauptsächlich an internationale Orchester. Bosphorus by Moonlight mit seinem gleichnamigen Violinkonzert wurde im Rudolfinum vom Prager Symphonieorchester mit dem türkischen Geiger Cihat Aşkın aufgenommen. Das gleiche Album enthält auch musikalische Miniaturporträts der osmanischen Kaiserfamilie von Callisto Guatelli, einem Italiener, der den Sultanen als Leiter des Palastorchesters in Istanbul diente. Guatelli trat die Nachfolge von Giuseppe Donizetti Pascha auf demselben Posten an. Aracı schrieb die erste umfassende Biographie von Giuseppe Donizetti, die 2006 auf Türkisch veröffentlicht wurde. Er leitete auch eine Gedenkfeier in Bergamo im Teatro Donizetti am 4. Dezember 2007 auf derselben Bühne, auf der der italienische Kapellmeister einst in einer Produktion auftrat.
Istanbul to London war Aracıs viertes Album, das ebenfalls im Rudolfinum mit dem Prager Symphonieorchester und dem Philharmonischen Chor aufgenommen wurde. Es enthält zwei Chorlieder von Angelo Mariani und Luigi Arditi. Beide Musiker traten vor Sultan Abdülmecid I. auf und komponierten Kaiserhymnen in osmanischer Sprache, die von Italienern phonetisch gesungen wurden. Inno Turco wurde 1600 von einem britischen Chor gesungen, als Sultan Abdülaziz 1867 in seiner Anwesenheit im Crystal Palace London besuchte. Aracıs historische Rekonstruktionen dieser Werke sind bedeutende Beiträge zur Wiederbelebung des euro-osmanischen Repertoires, das unter Musikwissenschaftlern bisher unbekannt war. Das Album Euro-Ottomania folgtedas The Gramophone als „eine unerwartet attraktive Sammlung, und die musikalische Präsentation ist fachmännisch, idiomatisch und lebendig“ beschrieb.
Emre Aracı ist auch als öffentlicher Redner zu Themen des türkisch-europäischen Musikaustauschs aktiv und hat bei Veranstaltungen in der New York University und dem British Museum bis hin zur Royal Academy of Arts in London und den Universitäten Cambridge, Oxford, Sarajevo und Wien gesprochen. Als Kulturbotschafter führten ihn seine vom türkischen Außenministerium organisierten und von verschiedenen türkischen Botschaften veranstalteten Vortragsreisen um die Welt. Er schreibt für türkische und englische Zeitschriften, darunter Andante, The Court Historian, International Piano, The Musical Times und Cornucopia. Neben der Teilnahme an den Internationalen Festivals von Izmir und Istanbul hat Aracı auch mit verschiedenen türkischen Orchestern zusammengearbeitet, darunter dem Presidential Symphony Orchestra, dem Istanbul State Symphony Orchestra, der Antalya Opera und den Kammerorchestern Borusan und Istanbul. Im Dezember 2006 trat er mit der Amsterdam Sinfonietta in den Niederlanden in Anwesenheit von Königin Beatrix der Niederlande und im Mai 2008 mit Alexander Rudins Orchester Musica Viva in Moskau auf.
Er lebt im Vereinigten Königreich und setzt seine türkisch-europäische historische Musikforschung unter der Schirmherrschaft der Familie Çarmıklı und der Nurol Holding Inc. fort.

## Werke
Gesang und Orchester
- Farewell to Halûk [A setting of the Turkish poet Tevfik Fikret's poem Halûk'un Vedaı], (baritone and orchestra), 1994

Orchesterwerke
- Elegy for Erkel [for Osman Erkel], (strings and timpani), 1993
- Marche Funèbre et Triomphale, (strings and percussion), 1995
- Turkish Ambassador's Grand March, (Dedicated to Ambassador and Mrs Özdem Sanberk (strings)), 1998
- In Search of Lost Time, for the Golden Jubilee of HM Queen Elizabeth II (large orchestra), 2002

Soloinstrument und Orchester
- Bosphorus by Moonlight [Inspired by Abdülhak Şinasi Hisar’s novel bearing the same title], Violin Concerto (strings), 1997

Gesang und Klavier
- In Memoriam Lord Leighton (soprano), 2002
- Idyllic Prague [Inspired by Siegfried Sassoon’s poem Idyll], (baritone), 2003

## Bücher und Alben
- European Music at the Ottoman Court (Kalan, CD 177)
- War and Peace: Crimea 1853-56 (Kalan, CD 257)
- Bosphorus by Moonlight (Kalan, CD 303)
- Istanbul to London (Kalan, CD 349)
- Invitation to the Seraglio (Warner Classics, 2564-61472-2)
- Euro-Ottomania (Brilliant Classics, 93613)
- Adnan Saygun – Doğu Batı Arası Müzik Köprüsü (YKY, 2001)
- Donizetti Paşa – Osmanlı Sarayının İtalyan Maestrosu (YKY, 2006)
- Naum Tiyatrosu – 19. Yüzyıl İstanbulu'nun İtalyan Operası (YKY, 2010)
- Kayıp Seslerin İzinde (YKY, 2011)

## Schriften
- ‘Saygun ve Tippett’, Orkestra, September 1996, 15-20
- ‘İngiltere Kraliçesi II. Elizabeth’in Sultan III. Mehmed’e hediyesi’, Orkestra, November 1996, 7-11
- ‘Adnan Saygun’u hatırlarken’, Orkestra, January 1997, 12-17
- ‘Londra’da bir kitapçının tezgahındaki Türk marşı notası’, Orkestra, February 1997, 18-22
- ‘Sir Michael Tippett’, Orkestra, April 1997, 20-26
- ‘Franz Liszt’in İstanbul macerası’, Toplumsal Tarih, June 1997, 33-35
- ‘Reforming Zeal’, The Musical Times, September 1997, 12-15
- ‘Tchaikovsky: Tolstoy ile başlayan dostluk ve İstanbul’dan geçen yolculuk’, Orkestra, November 1997, 17-21
- 'George Malcolm vefat etti', Orkestra, November 1997, 38-39
- ‘Londra Crystal Palace’ta Abdülaziz şerefine verilen konser’, Toplumsal Tarih, January 1998, 29-33
- ‘Ekselansın besteci eşi’, Cumhuriyet Dergi, 8 March 1998, 4-5
- ‘İngiliz müziğinin vicdani retçisi’, Cumhuriyet Dergi, 15 March 1998, 4-5
- ‘Michael Tippett’ten Adnan Saygun’a mektuplar’, Toplumsal Tarih, May 1998, 47-50
- ‘Luigi Arditi ve Türk Kasidesi’nin çözülen esrarı’, Toplumsal Tarih, September 1998, 23-27
- ‘Ekselansları Ömer Paşa’nın eşi ya da Macar asıllı Ida Hanım’, Cumhuriyet Dergi, 6 September 1998, 2-3
- ‘Bir festival şehri’, Cumhuriyet Dergi, 18 October 1998, 18-19
- ‘Londra’da bir Türk kasidesi’, Cumhuriyet Dergi, 31 January 1999, 6-7
- ‘Barbaros’un İskoçya’daki kılıcı’, Cumhuriyet Dergi, 8 August 1999, 2-4
- ‘Rossini’nin Abdülmecid Marşı’, Milliyet Sanat, December 1999, s. 68
- ‘Ode to a Sultan’, Cornucopia, no. 20, vol. 4, 2000, 88-93
- ‘Music to a Sultan’s ear’, Cornucopia, no. 22, vol. 4, 2000, 26
- ‘Ekselansları Ömer Paşa’nın besteci karısı’, Toplumsal Tarih, February 2000, 13-16
- ‘Ekselansları Ömer Paşa’nın Zevcesi’, Skylife, February 2000, 87-94
- ‘Orgun sultana yolculuğu’, Cumhuriyet Dergi, 6 February 2000, 12-14
- ‘Mozart Türkiye’de’, Toplumsal Tarih, May 2000, 58-60
- ‘Franz Liszt İstanbul’da’, Cumhuriyet Dergi, 14 May 2000, 12-13
- ‘Savaş bitti şimdi dobro dosli’, Cumhuriyet Dergi, 11 June 2000, 10-12
- ‘Orgalar: Parçalanmış bir aile’, Cumhuriyet Dergi, 29 October 2000, 2-3
- ‘Batı’da Mehter Modası’, Cumhuriyet Dergi, 1 July 2001; ['Avrupa'nın mehterleri' adı altında Andante'de de yayımlanmıştır, bkz: Mozart özel sayısı, 20–31 March 2004]
- ‘Franz Liszt at the Ottoman court’, International Piano Quarterly, Winter 2001, 14-19
- ‘Giuseppe Donizetti Pasha and the family archive in Istanbul’, Newsletter of the Donizetti Society, No: 83, June 2001
- 'Lord Byron'un evinde', Cumhuriyet Dergi, 15 September 2002, 10
- The Levantine Donizetti, The Musical Times, Autumn 2002, 49-56
- ‘Viktorya dönemi popüler müzik kültüründe Osmanlı temaları’, Andante, October–November 2002, issue: 1, 44-46
- ‘Giuseppe Donizetti Pasha and the Polyphonic Court Music of the Ottoman Empire, The Court Historian, vol: 7, Aralık 2002, 135-143
- ‘Adnan Saygun ve Yunus Emre’, Andante, April–May 2003, issue: 4, 23-25
- ‘Levanten bir hayat Giuseppe Donizetti Osmanlı Sarayı’nda I’, Andante, April–May 2003, issue: 4, 61-63 [The Musical Times dergisinin sonbahar 2002 sayısında yayımlanan makalenin Türkçe tercümesidir]
- ‘Levanten bir hayat Giuseppe Donizetti Osmanlı Sarayı’nda II’, Andante, June–July 2003, issue: 5, 47-49
- ‘Dolmabahçe’den Bayreuth’a uzanan yardım eli’, Andante, December 2003-January 2004, issue: 8, 29-31
- ‘Boğaziçi mehtaplarında opera tadı’, Andante, August–September 2003, sayı: 6, 32-35 (Emre Aracı, Selim İleri ve Serhan Bali sohbeti)
- ‘Boğaziçi mehtaplarında sultanlarla vals’, Andante, August–September 2003, sayı: 6, 83-84
- ‘Dolmabahçe’den Oxford ve Eton’a’, Andante, November–December 2004, sayı: 13, 38-40
- ‘Gian Carlo Menotti: İskoçya’nın ilk ve son İtalyan grand maestrosu’, Andante, February–March 2004, sayı: 9, 20-24
- ‘Beethoven tutkunu bir halife’, Hanedandan bir ressam Abdülmecid Efendi, YKY 2004, 113-122
- ‘Bartók, d’Indy ve Schola Cantorum: Adnan Saygun’un etkisinde kaldığı müzik adamları ve akımları’, Biyografya, issue: 5, 2004
- ‘Emre Aracı, 21. yüzyılda yalnız bir neo-romantik’, Andante, June–July–August 2004, issue: 11, 16-23 (Serhan Bali’nin Emre Aracı ile röportajı)
- 'Vedat Kosal'ın anısına', Andante, July–September 2005, issue: 17 (Ek), 6-7
- ‘İstanbul’dan Londra’ya’, Andante, September–November 2005, issue: 18, 24-25
- ‘Istanbul to London: 19th century Ottoman choral and symphonic music’, Kadir Has University “Culture and Arts” Lecture Series, selected talks 2003-2005, 125-133
- ‘Food, music, Rossini and the Sultan’, Turkish Cookery, Saqi Books, 2006
- ‘İsmail Paşa, Verdi ve Saint-Saëns: Kahire’de kayıp bir müzik geçmişini arayış…’, Andante, November–December 2006, issue: 25, 20-22
- ‘In search of ruined castles and rainy skies, rolling hills and Highland mist’, Gusto Turkey, December 2006-January 2007, issue: 2, 66
- ‘Emre Aracı ile Donizetti Paşa üzerine’, Andante, January–February 2007, issue: 26, 30-31
- ‘İskoçya’nın son grand maestrosu yaşama veda etti’, Andante, March–April 2007, issue: 27, 14-15
- ‘Liszt’in öğrencisinin öğrencisiyle bir öğleden sonra’, Andante, March–April 2007, issue: 27, 44-46
- ‘Guatelli Paşa: Osmanlı sarayının ikinci İtalyan maestrosu’, Metin And’a Armağan Kitabı, 2007, 285-297
- ‘Théâtre Impérial de Dolma-Baktché / Boğaz Kıyısındaki Versailles Operası’, Sanat Dünyamız, Spring 2007, issue: 102, 74-83
- ‘A. Adnan Saygun: Evrensellik yolunda filozof bir besteci’, 21. Uluslararası İzmir Festivali Kitabı, 2007, 31
- 'Da Donizetti a Guatelli: Musicisti italiani alla corte ottomana', Gli Italiani di Istanbul, (Istituto Italiano di Cultura di Istanbul), Torino 2007, 273-280
- 'İstanbul saray müziğinde İtalyan ayak izleri / Influenze Italiane nella musica di corte del palazzo imperiale di Istanbul', İstanbul'daki İtalyan İzi / Presenze Italiane a Istanbul, Ferroli 2008, 180-193
- 'Sanatın müzikle buluştuğu Prag operaları', Antik Dekor, February–March 2008, issue: 105, 132-137
- ‘Donizetti Paşa'yı Donizetti Tiyatrosu'nda anmak ve anlatmak’, Andante, February–March 2008, issue: 32, 78-80
- ‘İngiltere sarayına sunulan itimatnameler’, Antik Dekor, April–May 2008, issue: 106, 96-100
- ‘Ainola'da Sibelius'un ruhuna ulaşmak’, Andante, August–September 2008, issue: 35, 47-49
- ‘Geoffrey Lewis'in ardından’, Kitap-lık, September 2008, issue: 119, 5-6
- ‘Wagner, Ludwig, Lohengrin ve Tristan’, Andante, October–November 2008, issue: 36, 66-70
- ‘Metin And - Gönlü Yüce Türk’, Andante, October–November 2008, issue: 36, 82-83
- ‘Reminiscences of a concert at Bellapais’, Cyprus Times, 11 November 2008, issue: 1300, 4
- ‘Bartók'un oğluyla bir saat’, Andante, December 2008-January 2009, issue: 37, 50-53
- ‘Giray ve Ross'un yeni Saygun keman konçertosu edisyonu’, Andante, December 2008-January 2009, issue: 37, 96-97
- 'Bavyera kralı II. Ludwig'in Alpler'in eteğindeki beyaz şatosu', Antik Dekor, February–March 2009, issue: 111, 80-89
- 'Haydn, Don Juan ve Greillenstein', Andante, June–July 2009, issue: 40, 76-79
- 'Handel'in Londra'daki evi', Andante, June–July 2009, issue: 40, 98-100
- 'Tosti, Caruso, Delius and The Grand', The New Folkestone Society Newsletter, Summer 2009, 10-13
- 'Barselona'nın Müzik Sarayları', Antik Dekor, November–December 2009, issue: 115, 82-88
- 'Stancioff'un hatırladığı Maria Callas', Andante, December 2009, issue: 42, 58-61
- 'Malta'nın kayıp ve yaşayan operaları', Antik Dekor, February–March 2010, issue: 117, 116-119
- 'Tosti, Caruso, Delius ve The Grand, Folkestone', Andante, February 2010, issue: 44, 58-61
- 'Pathétique Senfoni'yle karlı bir Şubat'ta St. Petersburg'dan Klin'e Çaykovski'nin izinde', Andante, March 2010, issue: 45, 62-66
- 'Kansas'tan New York'a Türk Müziğinin Elçileri', Andante, May 2010, issue: 47, 66-69
- 'Carnegie Hall'da Mehtaplı Bir Gece', Andante, April 2012, issue: 68, 52-57